# Jesson Island
Jesson Island ist eine kleine Insel in der Prydz Bay an der Ingrid-Christensen-Küste des ostantarktischen Prinzessin-Elisabeth-Lands. Sie liegt in unmittelbar westlich von Solomon Island und südlich von McLeod Island im Gebiet der Larsemann Hills.
Das Antarctic Names Committee of Australia benannte sie 1988 nach Eric Edwin Jesson (* 1931), Geophysiker auf der Mawson-Station im Jahr 1958. In China trägt die Insel den Namen Wa Dao (chinesisch 佤島).